# ولاد لحمر (ولاد الحمر)
ولاد لحمر هو دُوَّار يقع بجماعة تاوغليت، إقليم سيدي قاسم، جهة الرباط سلا القنيطرة في المملكة المغربية. ينتمي الدوّار لمشيخة ولاد الحمر التي تضم 14 دوار. يقدر عدد سكانه بـ 2066 نسمة حسب الإحصاء الرسمي للسكان والسكنى لسنة 2004.

## روابط خارجية
- البوابة الوطنية للجماعات الترابية
- المندوبية السامية للتخطيط